# Gouy-en-Artois
Pour les articles homonymes, voir Gouy.
Gouy-en-Artois est une commune française située dans le département du Pas-de-Calais en région Hauts-de-France. Ses habitants de la commune sont appelés les Govinois.
La commune fait partie de la communauté de communes des Campagnes de l'Artois qui regroupe 96 communes et compte 33 141 habitants en 2021.

## Géographie

### Localisation
Localisée dans le sud-est du département du Pas-de-Calais, dans la campagne du sud de l'Artois, Gouy-en-Artois est une commune située, à vol d'oiseau, à 6 km au sud-est de la commune d'Avesnes-le-Comte et à 13 km au sud-ouest de la commune d’Arras (chef-lieu d'arrondissement et préfecture du Pas-de-Calais).
Le territoire de la commune est limitrophe de ceux de sept communes.
Les communes limitrophes sont  Bailleulmont, Bailleulval, Bavincourt, Fosseux, Monchiet, Simencourt et Wanquetin.

### Géologie et relief
La superficie de la commune est de 10,11 km2 ; son altitude varie de 97  à   153 mètres.
Localisée dans les plaines fertiles au sol calcaire des plaines de l'Artois, le paysage communal est marqué par l'agriculture céréalière (orge, froment) et oléagineuse (lin, colza) en openfield dans les ondulations de la plaine. Le village est situé au creux de l'une de ces ondulations, au croisement de routes secondaires qui desservent les villages du département. Le nombre important de bâtisses en pierre calcaire souligne l'exploitation ancienne et abandonnée du sous-sol pour la construction civile et religieuse.

### Hydrographie
Le territoire de la commune, situé dans le bassin Artois-Picardie, est traversé par le Ury, cours d'eau naturel non navigable de 7,09 km, qui prend sa source dans la commune et se jette dans la rivière le Gy au niveau de la commune de Montenescourt.

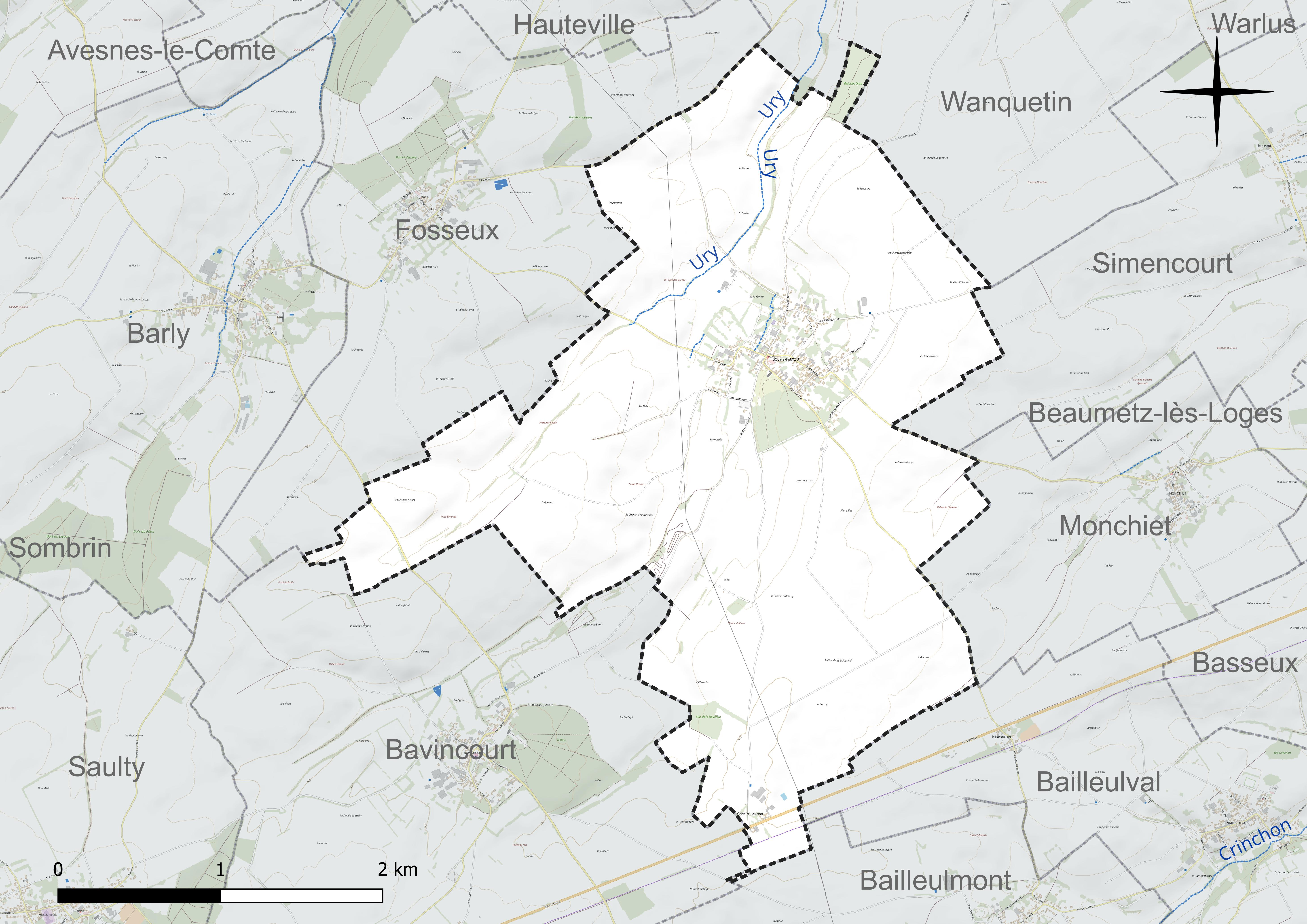
Réseau hydrographique de Gouy-en-Artois.

### Climat
Pour des articles plus généraux, voir Climat des Hauts-de-France et Climat du Pas-de-Calais.
En 2010, le climat de la commune est de type climat océanique dégradé des plaines du Centre et du Nord, selon une étude du CNRS s'appuyant sur une série de données couvrant la période 1971-2000. En 2020, Météo-France publie une typologie des climats de la France métropolitaine dans laquelle la commune est exposée à un climat océanique et est dans la région climatique Nord-est du bassin Parisien, caractérisée par un ensoleillement médiocre, une pluviométrie moyenne régulièrement répartie au cours de l’année et un hiver froid (3 °C).
Pour la période 1971-2000, la température annuelle moyenne est de 10 °C, avec une amplitude thermique annuelle de 14 °C. Le cumul annuel moyen de précipitations est de 840 mm, avec 12,4 jours de précipitations en janvier et 9,3 jours en juillet. Pour la période 1991-2020, la température moyenne annuelle observée sur la station météorologique la plus proche, située sur la commune de Saulty à 6 km à vol d'oiseau, est de 10,4 °C et le cumul annuel moyen de précipitations est de 899,7 mm,. Pour l'avenir, les paramètres climatiques de la commune estimés pour 2050 selon différents scénarios d'émission de gaz à effet de serre sont consultables sur un site dédié publié par Météo-France en novembre 2022.

### Paysages
Pour un article plus général, voir Paysage en France.
La commune est située dans le paysage régional des grands plateaux artésiens et cambrésiens tel que défini dans l’atlas des paysages de la région Nord-Pas-de-Calais, conçu par la direction régionale de l'Environnement, de l'Aménagement et du Logement (DREAL),. Ce paysage régional, qui concerne 238 communes, est dominé par les « grandes cultures » de céréales et de betteraves industrielles qui représentent 70 % de la surface agricole utilisée (SAU).
Le boisement de la commune est notamment sensible à proximité du village, avec des enclosures bocagères aux parcelles bien plus petites que les parcelles cultivées, pour le pâturage des animaux de ferme, mais aussi le bois du château qui représente l'essentiel de la surface boisée.

### Milieux naturels et biodiversité

#### Inventaire national du patrimoine géologique
Sur le territoire de la commune se trouvent les affleurements de nappe dans l'Artois à l'origine de l'Aa, de la Canche, de la Scarpe qui sont inscrits à l'inventaire national du patrimoine géologique. Les sources sont identifiables par la présence de zones humides.

#### Espèces faunistiques et floristiques
Le site de l’Inventaire national du patrimoine naturel (INPN) recense 223 espèces faunistiques et floristiques sur le territoire de la commune dont 24 protégées et 15 taxons (espèces et sous-espèces) menacées et quasi-menacées.

## Urbanisme

### Typologie
Au 1er janvier 2024, Gouy-en-Artois est catégorisée commune rurale à habitat dispersé, selon la nouvelle grille communale de densité à sept niveaux définie par l'Insee en 2022.
Elle est située hors unité urbaine. Par ailleurs la commune fait partie de l'aire d'attraction d'Arras, dont elle est une commune de la couronne,. Cette aire, qui regroupe 163 communes, est catégorisée dans les aires de 50 000 à moins de 200 000 habitants,.

### Occupation des sols
L'occupation des sols de la commune, telle qu'elle ressort de la base de données européenne d’occupation biophysique des sols Corine Land Cover (CLC), est marquée par l'importance des territoires agricoles (95,9 % en 2018), une proportion sensiblement équivalente à celle de 1990 (96,5 %). La répartition détaillée en 2018 est la suivante : 
terres arables (86,4 %), prairies (9,5 %), zones urbanisées (4,1 %). L'évolution de l’occupation des sols de la commune et de ses infrastructures peut être observée sur les différentes représentations cartographiques du territoire : la carte de Cassini (XVIIIe siècle), la carte d'état-major (1820-1866) et les cartes ou photos aériennes de l'IGN pour la période actuelle (1950 à aujourd'hui).

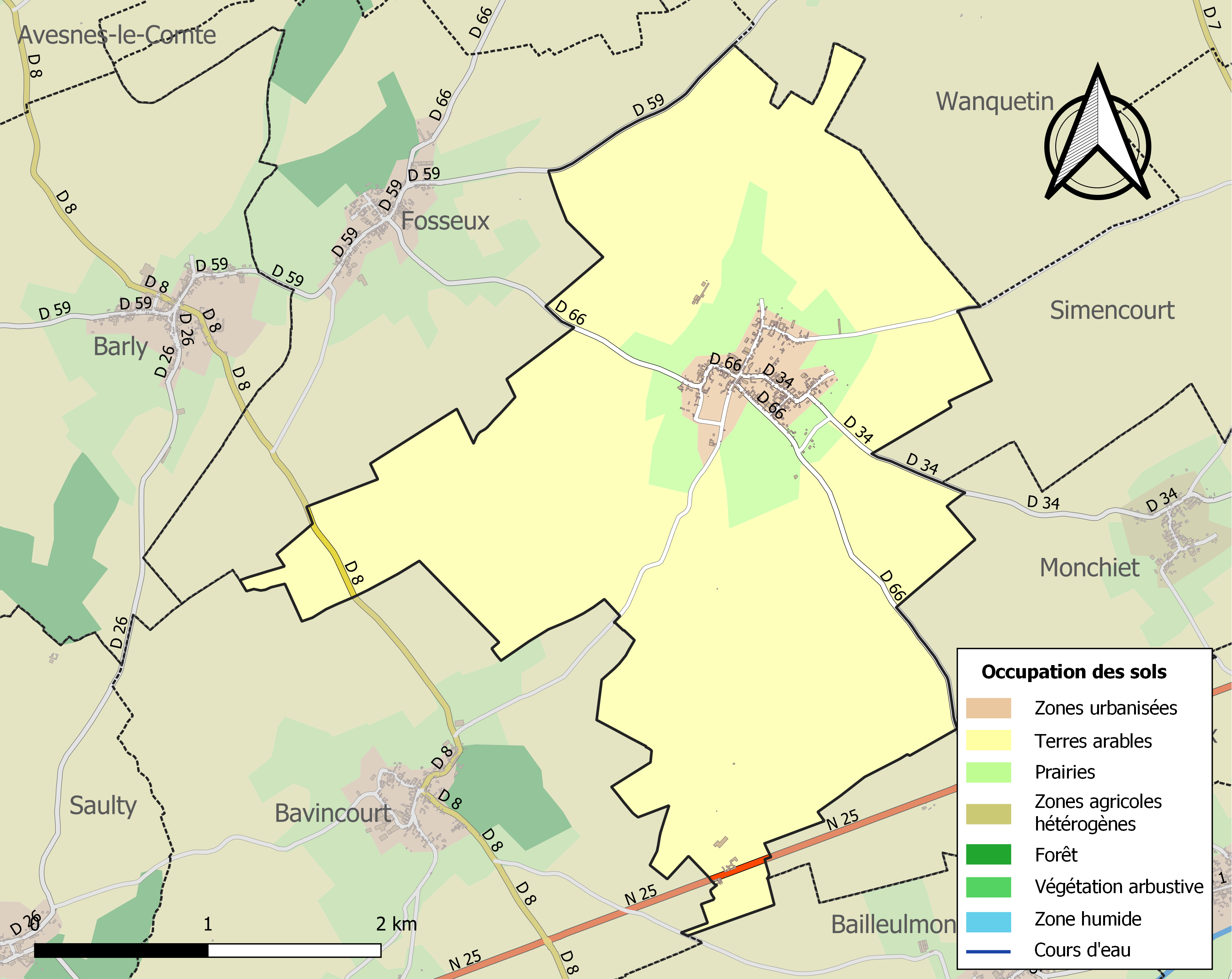
Carte des infrastructures et de l'occupation des sols de la commune en 2018 (CLC).

L'IGN met par ailleurs à disposition un outil en ligne permettant de comparer l’évolution dans le temps de l’occupation des sols de la commune (ou de territoires à des échelles différentes). Plusieurs époques sont accessibles sous forme de cartes ou photos aériennes : la carte de Cassini (XVIIIe siècle), la carte d'état-major (1820-1866) et la période actuelle (1950 à aujourd'hui).

### Voies de communication et transports

#### Voies de communication
La commune est desservie par les routes départementales D 66, D 34 et la route nationale 25 reliant Amiens à Arras.

#### Transport ferroviaire
La commune se trouve à 18 km au sud-ouest de la gare d'Arras, située sur la ligne de Paris-Nord à Lille, desservie par des TGV inOui et des trains régionaux du réseau TER Hauts-de-France.

## Toponymie
Le nom de la localité est attesté sous les formes Gogicum au XIe siècle (Balderic, p. 150) ; Goi vers 1144 (cart. du chap. d’Arras, n° 17) ; Galgiacum en 1154-1159 (cart. du chap. d’Arras, n° 28) ; Gohi en 1211 (chap. d’Arras, c. Sim-Va) ; Gohii en 1220 (reg. kartarum, f° 88 v°) ; Goy in Artesio en 1226 (abb. d’Étrun, c. i) ; Goycum, Goy en 1239 (Moreau, t. CLVI, p. 1) ; Gouy en 1477 (chap. d’Arras, c. Cité) ;  enGouy-en-Artois au XVIIIe siècle (Cass.); Gouy en 1793 ; Gouy-la-Loi durant la Révolution française et Gouy-en-Artois depuis 1801.
L’Artois est un pays traditionnel de France et une province du royaume sous l’Ancien Régime, ayant pour capitale Arras, aujourd’hui inclus dans le département du Pas-de-Calais.

## Histoire

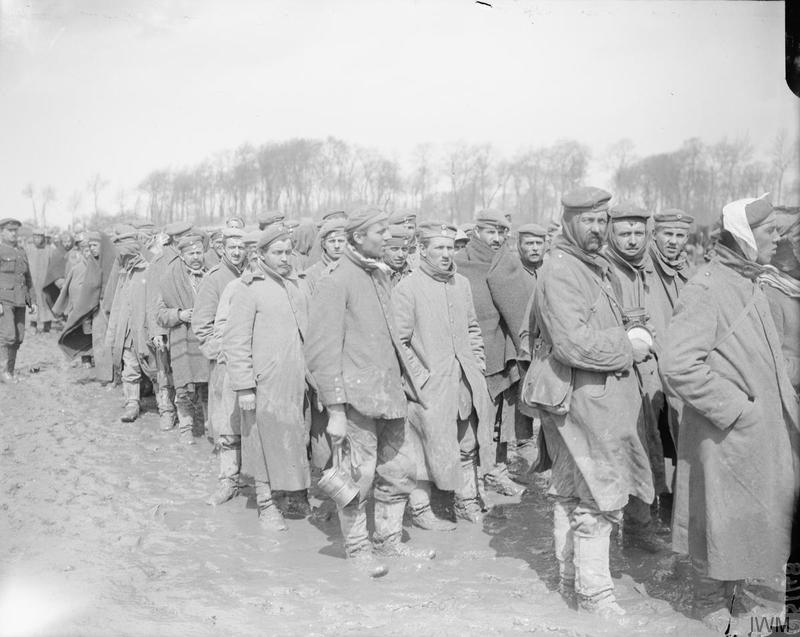
Des soldats allemands prisonniers en avril 1917.

Pendant la Première Guerre mondiale, Gouy est en arrière du front de l'Artois. Des troupes y séjournent, parfois, par exemple en mai 1915, pour reprendre des forces, se reposer après des jours au front, reconstituer le régiment.

## Politique et administration

### Découpage territorial
La commune se trouve dans l'arrondissement d'Arras du département du Pas-de-Calais, depuis 1801.

#### Commune et intercommunalités
La commune est membre de la communauté de communes des Campagnes de l'Artois.

#### Circonscriptions administratives
La commune est rattachée au canton d'Avesnes-le-Comte. Avant le redécoupage cantonal de 2014, elle était, depuis 1801, rattachée au canton de Beaumetz-lès-Loges.

#### Circonscriptions électorales
Pour l'élection des députés, la commune fait partie de la première circonscription du Pas-de-Calais.

### Élections municipales et communautaires

#### Liste des maires
| Période                                  | Période                    | Identité                                                  | Étiquette                | Qualité                                                    |
| ---------------------------------------- | -------------------------- | --------------------------------------------------------- | ------------------------ | ---------------------------------------------------------- |
| 16 février 1790                          |                            | Jean-Baptiste Darthois                                    |                          | Fermier                                                    |
| Les données manquantes sont à compléter. |                            |                                                           |                          |                                                            |
|                                          | An 13                      | Louis-François Joseph Choquet                             |                          |                                                            |
| An 14                                    |                            | Jean-Baptiste Darthois                                    |                          | Cultivateur                                                |
| Les données manquantes sont à compléter. |                            |                                                           |                          |                                                            |
| Septembre 1843                           | 1846                       | Guislain Lajus                                            |                          |                                                            |
| Octobre 1846                             | 1853                       | Hubert Joseph Dambrine                                    |                          |                                                            |
| Juillet 1852                             | 1853                       | Eugène de Diesbach de Belleroche                          | Conservateur             | Député                                                     |
| Mai 1853                                 | 1870                       | Hubert Joseph Dambrine                                    |                          |                                                            |
| Octobre 1870                             | Mai 1871                   | Louis Evrard                                              |                          |                                                            |
| Mai 1871                                 | Decembre 1881              | Eugène de Diesbach de Belleroche                          | Conservateur             | Député                                                     |
| Décembre 1881                            | 1882                       | Havet-Cuisinier                                           |                          |                                                            |
| Décembre 1882                            | 1905                       | Eugène de Diesbach de Belleroche Mort pendant son mandat, | Conservateur             | Député                                                     |
| Maire en 1906                            | 1908                       | Wulmar Havet                                              |                          |                                                            |
| 1908                                     | 1947                       | Omer Delattre                                             |                          | Cultivateur                                                |
| Octobre 1947                             | 1954                       | Augustin Baudrin                                          |                          | Cultivateur                                                |
| Novembre 1954                            | 1963                       | Pierre d'Hollander                                        |                          | Cultivateur                                                |
| Novembre 1963                            |                            | Eugène Mauriaucourt                                       |                          |                                                            |
| Les données manquantes sont à compléter. |                            |                                                           |                          |                                                            |
|                                          | 2001                       | Dominique Sélosse                                         |                          |                                                            |
| mars 2001                                | mars 2014                  | Véronique de Witasse-Thezy                                |                          |                                                            |
| mars 2014                                | 2020                       | Thierry Tirollois                                         | sans étiquette politique | ,                                                          |
| 24 mai 2020                              | En cours (au 12 mars 2022) | Hubert Dingreville                                        |                          | Profession intermédiaire de la santé et du travail social, |

## Équipements et services publics

### Enseignement
La commune est située dans l'académie de Lille et dépend, pour les vacances scolaires, de la zone B.
Elle administre une école primaire en regroupement pédagogique intercommunal (RPI 28).

### Justice, sécurité, secours et défense
La commune dépend du tribunal judiciaire d'Arras, du conseil de prud'hommes d'Arras, de la cour d'appel de Douai, du tribunal de commerce d'Arras, du tribunal administratif de Lille, de la cour administrative d'appel de Douai, du pôle nationalité du tribunal judiciaire d’Arras et du tribunal pour enfants d'Arras.

## Population et société

### Démographie
Les habitants de la commune sont appelés les Govinois'.

#### Évolution démographique
L'évolution du nombre d'habitants est connue à travers les recensements de la population effectués dans la commune depuis 1793. Pour les communes de moins de 10 000 habitants, une enquête de recensement portant sur toute la population est réalisée tous les cinq ans, les populations de référence des années intermédiaires étant quant à elles estimées par interpolation ou extrapolation. Pour la commune, le premier recensement exhaustif entrant dans le cadre du nouveau dispositif a été réalisé en 2007.

En 2022, la commune comptait 326 habitants, en stagnation par rapport à 2016 (Pas-de-Calais : −0,72 %, France hors Mayotte : +2,11 %).
| 1793 | 1800 | 1806 | 1821 | 1831 | 1836 | 1841 | 1846 | 1851 |
| ---- | ---- | ---- | ---- | ---- | ---- | ---- | ---- | ---- |
| 508  | 547  | 501  | 554  | 597  | 583  | 611  | 615  | 621  |

| 1856 | 1861 | 1866 | 1872 | 1876 | 1881 | 1886 | 1891 | 1896 |
| ---- | ---- | ---- | ---- | ---- | ---- | ---- | ---- | ---- |
| 605  | 600  | 595  | 575  | 561  | 592  | 593  | 581  | 568  |

| 1901 | 1906 | 1911 | 1921 | 1926 | 1931 | 1936 | 1946 | 1954 |
| ---- | ---- | ---- | ---- | ---- | ---- | ---- | ---- | ---- |
| 538  | 526  | 514  | 479  | 515  | 500  | 462  | 456  | 429  |

| 1962 | 1968 | 1975 | 1982 | 1990 | 1999 | 2006 | 2007 | 2012 |
| ---- | ---- | ---- | ---- | ---- | ---- | ---- | ---- | ---- |
| 448  | 437  | 407  | 386  | 383  | 375  | 356  | 353  | 332  |

| 2017 | 2022 | - | - | - | - | - | - | - |
| ---- | ---- | - | - | - | - | - | - | - |
| 330  | 326  | - | - | - | - | - | - | - |

#### Pyramide des âges
En 2018, le taux de personnes d'un âge inférieur à 30 ans s'élève à 28,3 %, soit en dessous de la moyenne départementale (36,7 %). À l'inverse, le taux de personnes d'âge supérieur à 60 ans est de 31,6 % la même année, alors qu'il est de 24,9 % au niveau départemental.
En 2018, la commune comptait 159 hommes pour 169 femmes, soit un taux de 51,52 % de femmes, légèrement supérieur au taux départemental (51,50 %).
Les pyramides des âges de la commune et du département s'établissent comme suit.
| Hommes | Classe d’âge | Femmes |
| ------ | ------------ | ------ |
| 0,0    | 90 ou +      | 3,6    |
| 8,8    | 75-89 ans    | 9,5    |
| 19,6   | 60-74 ans    | 21,4   |
| 25,1   | 45-59 ans    | 20,6   |
| 16,8   | 30-44 ans    | 18,1   |
| 13,1   | 15-29 ans    | 11,1   |
| 16,7   | 0-14 ans     | 15,7   |

| Hommes | Classe d’âge | Femmes |
| ------ | ------------ | ------ |
| 0,5    | 90 ou +      | 1,6    |
| 5,6    | 75-89 ans    | 8,9    |
| 16,7   | 60-74 ans    | 18,1   |
| 20,2   | 45-59 ans    | 19,2   |
| 18,9   | 30-44 ans    | 18,1   |
| 18,2   | 15-29 ans    | 16,2   |
| 19,9   | 0-14 ans     | 17,9   |

### Sports et loisirs
L'équipement principal de la commune est son terrain de moto-cross qui attire de façon saisonnière des campeurs, des professionnels et des passionnés à l'occasion de courses annuelles. Cependant, les retombées sont faibles, du fait de l'absence quasi totale de commerces de proximité dans le village.

## Culture locale et patrimoine

### Lieux et monuments
- L'église Saint-Amand datant du XVIIIe siècle[56]. Elle héberge 21 éléments patrimoniaux, répertoriés dans la base Palissy inscrits au titre d'objet des monuments historiques[57].
- La chapelle « Marie conçue sans péché ».
- La chapelle à la Vierge.
- Le monument aux morts[58].
- Le château.

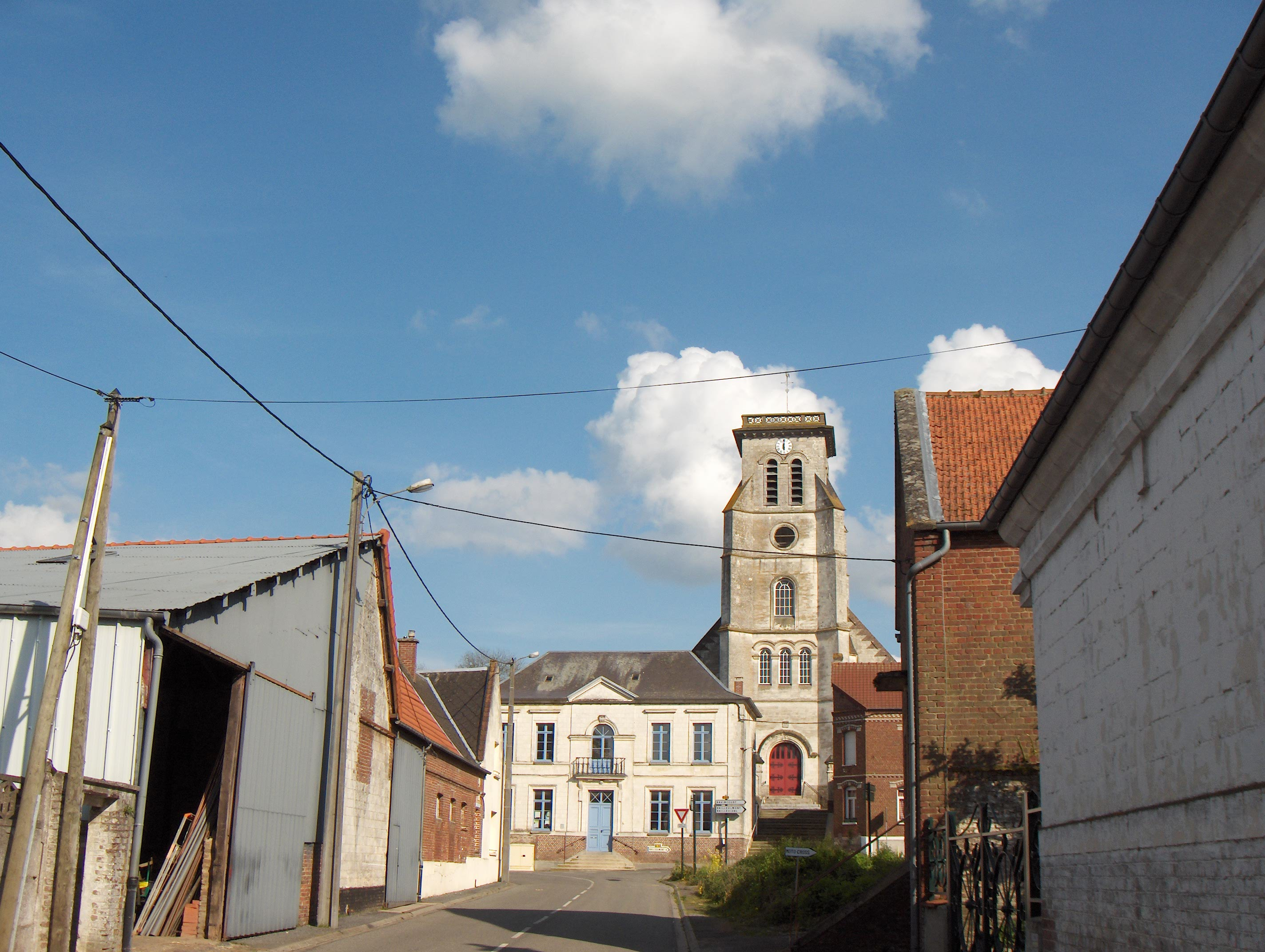
L'église.
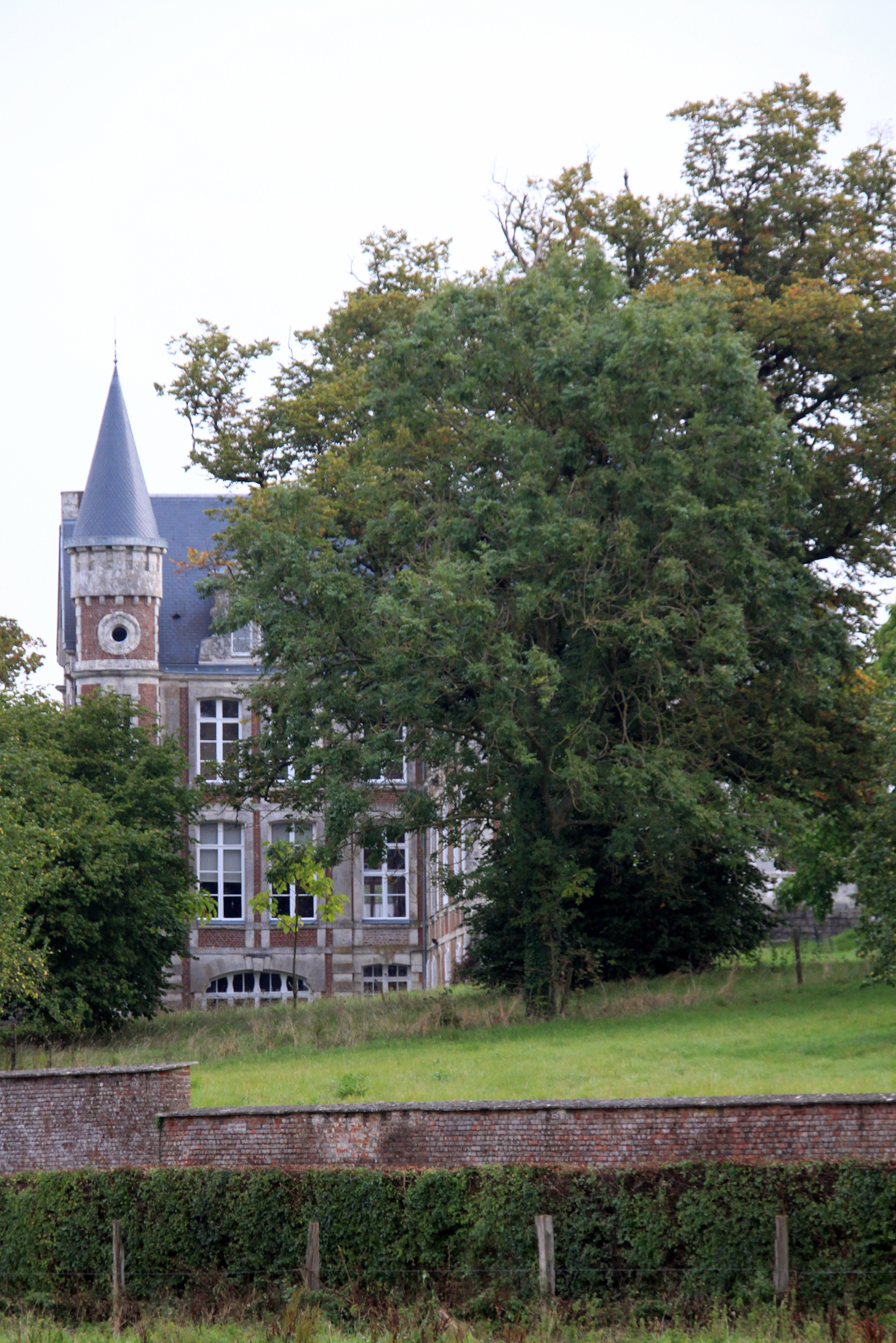
Le château.
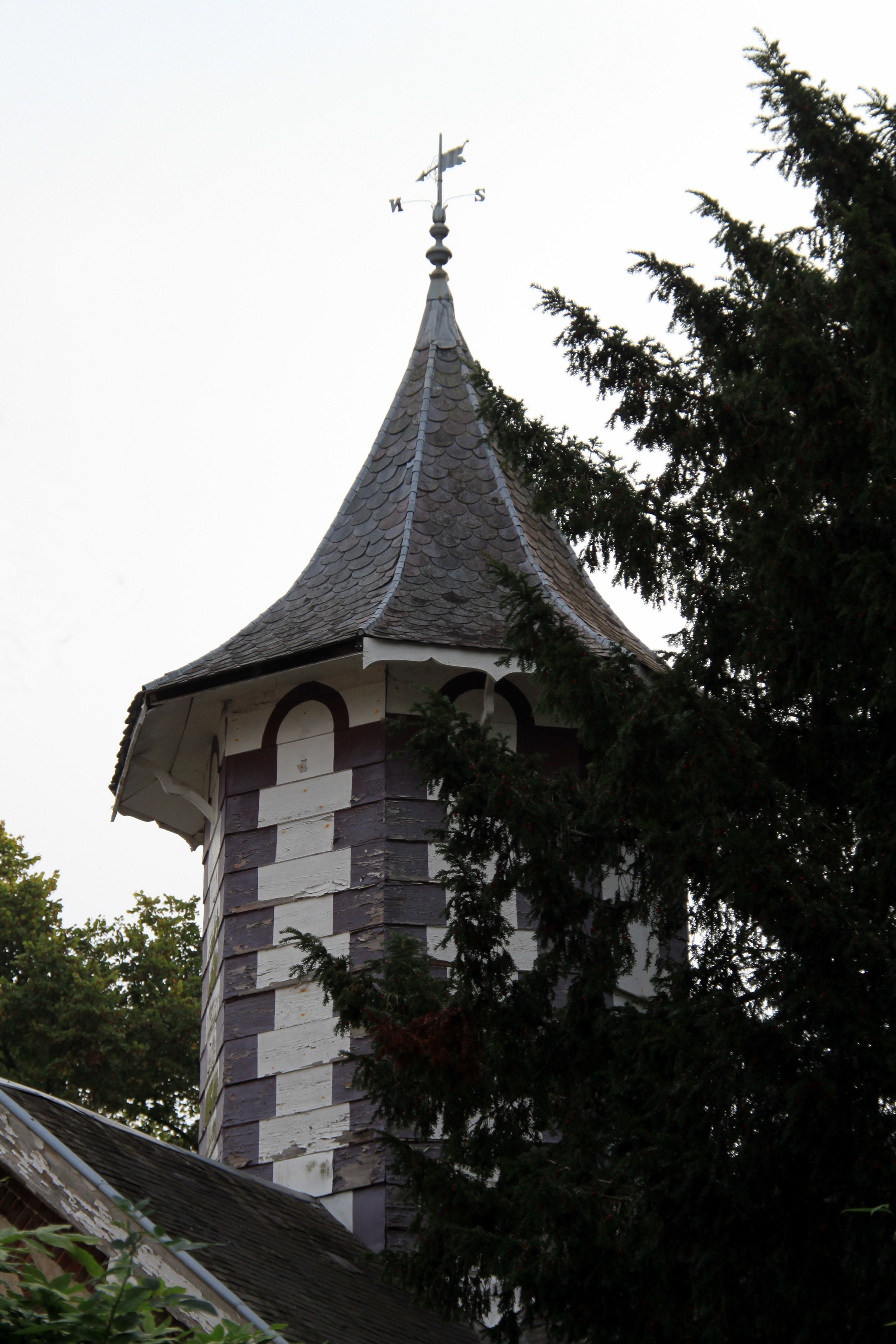
Le pigeonnier du château.
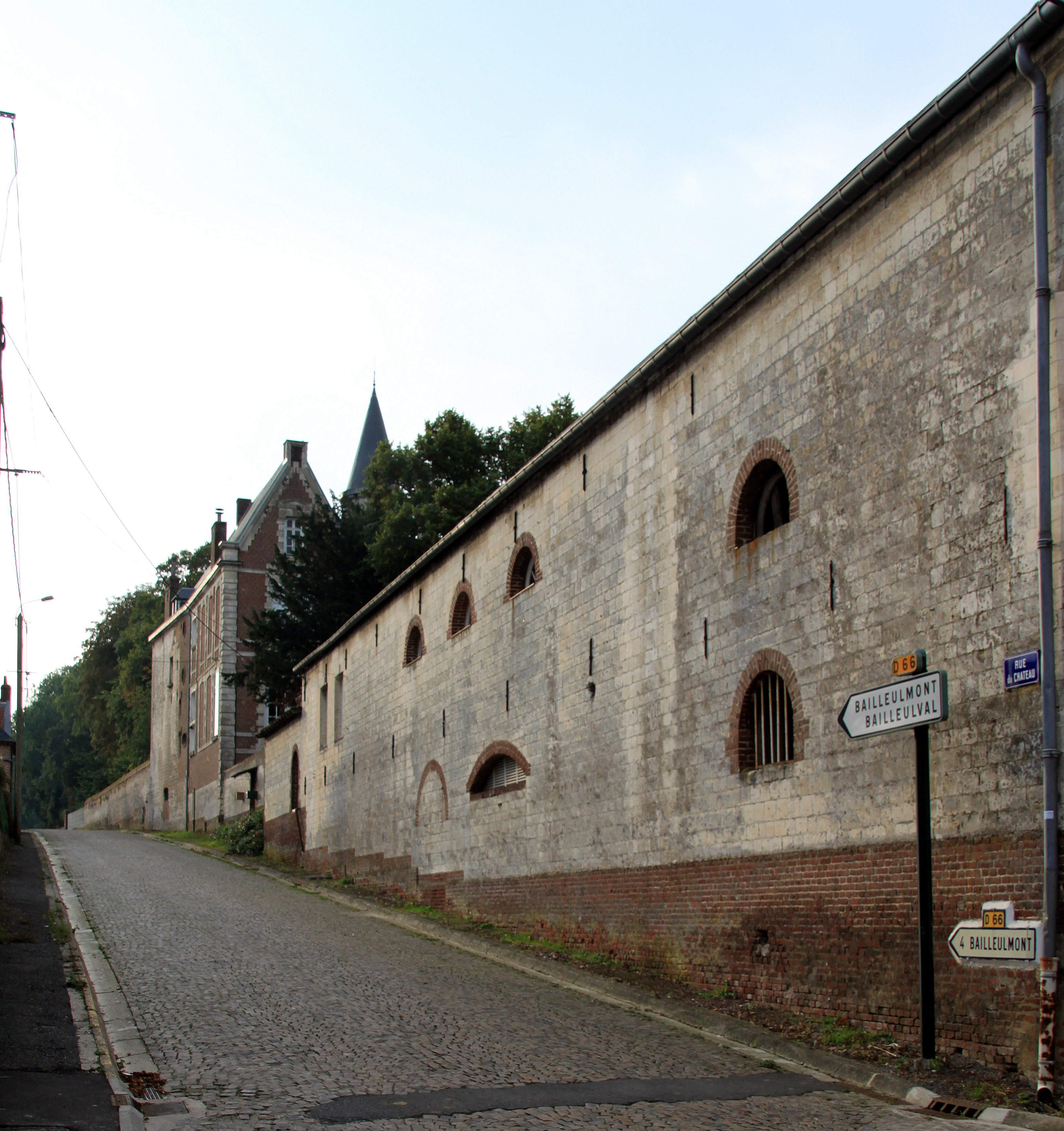
La rue du château.

### Personnalités liées à la commune
- Eugène de Diesbach de Belleroche (1817-1905), homme politique, maire de Gouy-en-Artois (1870), député du Pas-de-Calais dans les rangs du parti conservateur (1871-1876), membre fondateur du Cercle des Agriculteurs de France, et membre de la Société centrale d’agriculture du Pas-de-Calais. Mort au château de Gouy-en-Artois et inhumé dans le caveau Diesbach/de Cardevac de Gouy[59].

### Héraldique
| Blason de Gouy-en-Artois | Blason  | D'hermine au chef de sable chargé d'un lambel de gueules. |
| Blason de Gouy-en-Artois | Détails | * Ces armes emploient le terme « cousu » dans le seul but de contrevenir à la règle de contrariété des couleurs : elles sont fautives : gueules sur sable. Le statut officiel du blason reste à déterminer. |

## Pour approfondir